# Molyneux-Problem

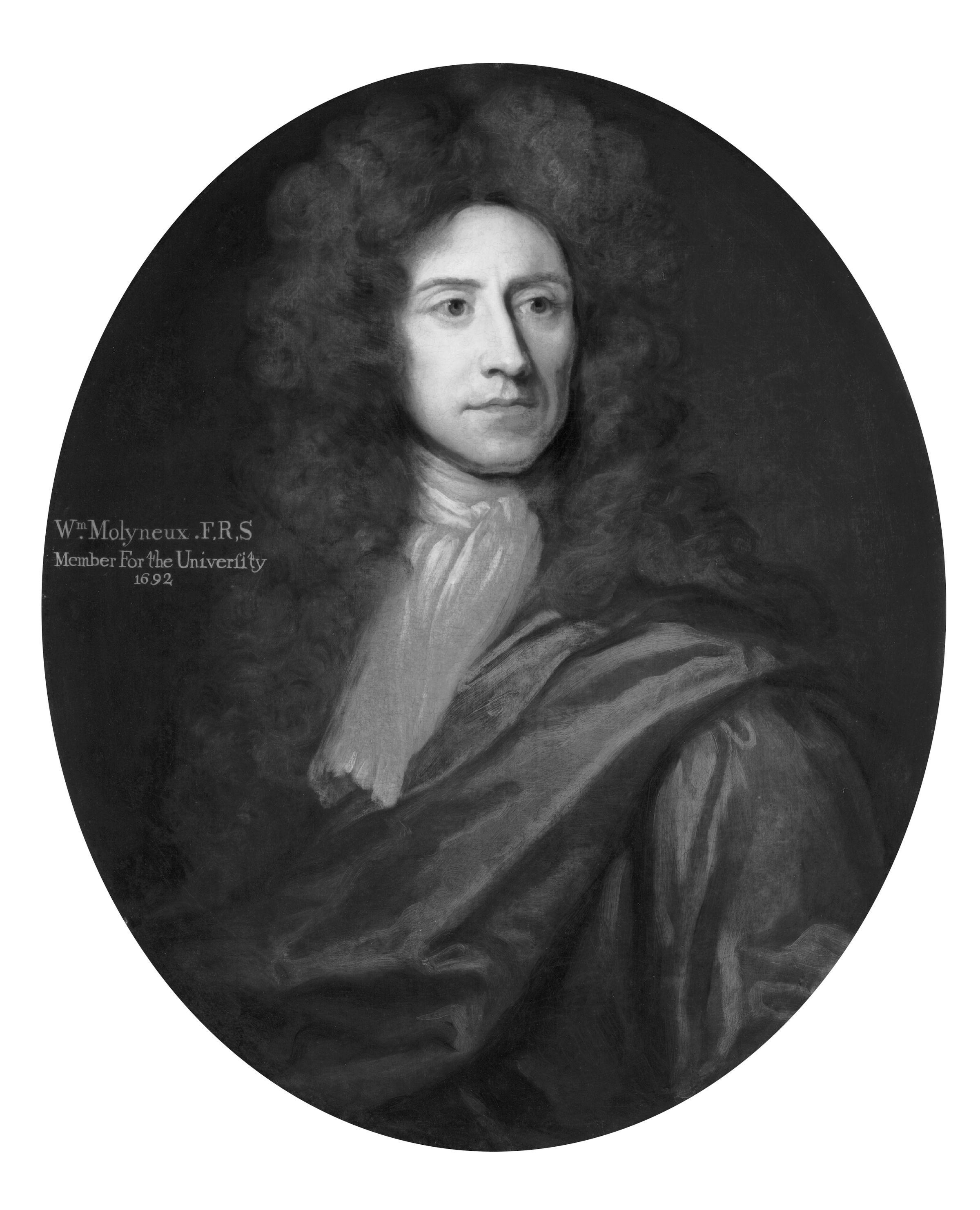
William Molyneux porträtiert von Godfrey Kneller

Das Molyneux-Problem ist ein von William Molyneux erstmals 1688 aufgezeigtes philosophisches Problem, das die Entstehung der menschlichen Erkenntnis und der Begriffsbildung anhand der Blindheit thematisiert.
Es lautet vereinfacht wie folgt: Angenommen, ein von Geburt an blinder Mensch erhielte die Fähigkeit zu sehen, wäre er dann in der Lage, Würfel und Kugeln durch das bloße Betrachten voneinander zu unterscheiden, wenn davon auszugehen ist, dass er Würfel und Kugel bereits durch seinen Tastsinn unterscheiden konnte?
Die Versuche der philosophischen Problemlösung haben in der Geschichte der Wahrnehmungstheorie zu einem bis heute viel beachteten Diskurs geführt. Nach Veröffentlichung des Problems im Jahre 1693 in John Lockes An Essay Concerning Humane Understanding wurde dieses Problem von vielen Philosophen und Gelehrten, wie zum Beispiel George Berkeley, Gottfried Wilhelm Leibniz, Voltaire, Denis Diderot, Julien Offray de La Mettrie, Hermann von Helmholtz und William James aufgegriffen, die teilweise der verneinenden Ansicht Lockes gefolgt sind.

## Die Formulierung des Problems durch Molyneux

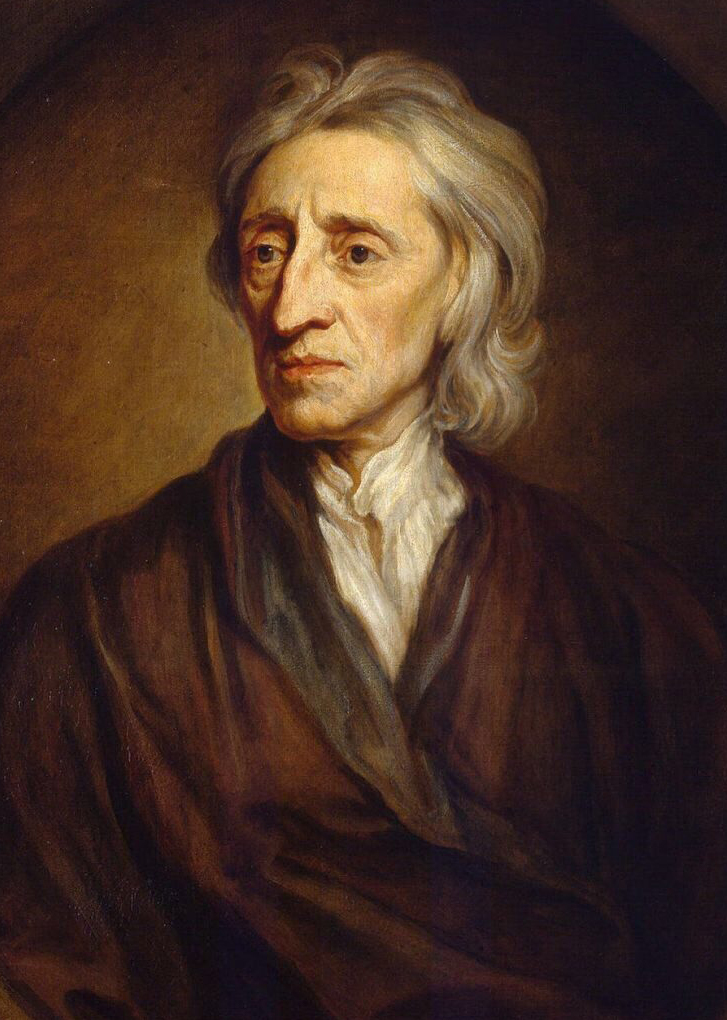
John Locke porträtiert von Godfrey Kneller

In einem Brief an John Locke formulierte Molyneux am 7. Juli 1688:

„Dublin, 7. Juli. 88

Ein Problem gestellt an den Autor des ‚Essai Philosophique concernant L’Entendement humain‘
Angenommen: Ein erwachsener, blind geborener Mann, der gelernt hat, mit seinem Tastsinn zwischen einem Würfel und einer Kugel aus demselben Metall und nahezu gleicher Größe zu unterscheiden, und der mitteilen kann, wenn er den einen oder die andere betastet hat, welches der Würfel und welches die Kugel ist. Angenommen nun, Würfel und Kugel seien auf einem Tisch platziert, und der Mann sei sehtüchtig geworden. Die Frage ist: Ob er in der Lage ist, durch seinen Sehsinn, bevor er diese Gegenstände berührt hat, sie zu unterscheiden, und mitteilen kann, welches die Kugel und welches der Würfel ist?

Wenn der gelehrte und geniale Autor der oben genannten Abhandlung denkt, dieses Problem sei der Beachtung und Antwort würdig, möge er die Antwort zu jeder Zeit weiterleiten an jemanden der ihn sehr wertschätzt und
Sein untertänigster Diener ist.

William Molyneux

High Ormonds Gate in Dublin, Irland“

John Locke antwortete auf diesen Brief nicht. Locke griff aber wenig später diese Fragestellung, die Molyneux ihm erneut am 2. März 1692 (nachdem sie Freunde geworden waren) in ähnlicher Form – diesmal aber mit einer vorgeschlagenen Antwort – schickte, im An Essay Concerning Humane Understanding im Jahre 1693 wieder auf. Dies führte zu einem wissenschaftlichen Diskurs der zeitgenössischen Philosophie, in der keine Seite ihre Position unzweifelhaft darlegen konnte. John Locke schrieb:

„Man stelle sich nämlich einen blindgebornen Mann vor, der erwachsen ist und durch sein Gefühl einen Würfel und eine Kugel von demselben Metall und ohngefähr derselben Größe zu unterscheiden gelernt hat, so dass er angeben kann, ob er die Kugel oder den Würfel fühle. Nun nehme man an, beide würden auf einen Tisch gelegt, und der Blinde erhalte sein Gesicht; hier fragt es sich nun, ob er, ehe er die Kugeln befühlt, sagen kann, welches der Würfel und welches die Kugel sei? Der scharfsinnige Fragesteller sagt: Nein. Der Mann wisse zwar aus Erfahrung, wie sich eine Kugel und wie ein Würfel anfühle, allein er wisse noch nicht aus Erfahrung, ob das, was sein Gefühl so oder so errege, auch sein Gesicht so oder so erregen müsse, und dass eine vorstehende Ecke in dem Würfel, die seine Hand ungleich drückte, seinem Auge so erscheinen müsse, wie es bei einem Würfel geschehe. Ich stimme diesem scharfsinnigen Herrn, den ich stolz bin, meinen Freund zu nennen, darin bei, und glaube, dass der blinde Mann bei dem ersten bloßen Sehen nicht mit Bestimmtheit wird angeben können, welches die Kugel und welches der Würfel ist, wenn er auch nach seinem Gefühl sie sicher bezeichnen, und mit Bestimmtheit nach diesem Sinne ihre Gestalten unterscheiden kann.“

Mit diesem Absatz über die Wahrnehmung bezog er sich direkt auf William Molyneux’ Aussage und ergänzte sie um die Beantwortung des Problems aus der Sicht Molyneux’:

„Nein. Der Mann wisse zwar aus Erfahrung, wie sich eine Kugel und wie ein Würfel anfühle, allein er wisse noch nicht aus Erfahrung, ob das, was sein Gefühl so oder so errege, auch sein Gesicht so oder so erregen müsse und dass eine vorstehende Ecke in dem Würfel, die seine Hand ungleich drückte, seinem Auge so erscheinen müsse, wie es bei einem Würfel geschehe.“

## Historische Ansätze der Problemlösung
Die Diskussion der damaligen zeitgenössischen Philosophie betraf insbesondere das Verhältnis zwischen Sehen und Tastsinn und die entsprechende Fragestellung, ob das Auge physiologisch in der Lage sei, Formen wahrzunehmen oder die Körper- und Raumwahrnehmung vom Tastsinn nur „geliehen“ sei, also der visuelle Eindruck mit den zuvor aus den anderen Sinnen erworbenen Informationen in Verbindung gebracht werden könne. Da Molyneux bereits am 11. Oktober 1698 verstarb, konnte er den Diskurs nicht mehr ergänzen. Über die Unterschiede zwischen visuellen und haptischen Sinneseindrücken herrschte Einigkeit, nicht jedoch über die Beziehungen der verschiedenen Sinne untereinander. So ging der Diskurs darum, ob die Beziehung der verschiedenen Sinne zueinander durch Erfahrung erlernt werde oder ob eine natürliche Beziehung der verschiedenen Sinne zueinander, die automatisch entstehe, vorliege. Molyneux’ Fragestellung beschäftigt sich daher damit, ob die visuelle Wahrnehmung von der haptischen Wahrnehmung getrennt ist und erst durch Erfahrung verknüpft wird, dann wäre die Figurenunterscheidung und Figurenbenennung nach Erlangen der Sehfähigkeit nur aufgrund der visuellen Wahrnehmung unmöglich. Oder die visuelle und haptische Wahrnehmung beruhen auf dem gleichen Konzept und eine Verbindung erfolgt automatisch, dann wäre die Figurenunterscheidung und Figurenbenennung allein durch die visuelle Wahrnehmung möglich. Molyneux und auch Locke argumentieren, dass eine vorige haptische Erfahrung nötig ist, um die Gegenstände zu unterscheiden, und dass beide Formen nicht allein durch die Optik korrekt bezeichnet werden könnten. Gottfried Wilhelm Leibniz und Francis Hutcheson hingegen waren der Ansicht, dass auch Blinde in der Lage seien, Geometrie ohne bildliche Vorstellung zu verstehen, aufgrund von haptischer Formerfahrung. Dies würde auf der Ähnlichkeit der zugrundeliegenden Idee der Sinnesmodalitäten Vision und Haptik beruhen. So bejahten sie beide Molyneux’ Frage. George Berkeley hingegen stimmt mit Locke und Molyneux überein, differenziert aber genauer, in dem er postuliert, dass das Sehen ein Lernprozess ist und dem nun Sehenden vormals Blinden ein Erfahrungskonzept mit der neuen Modalität Sehen fehlen würde.

## Empirische Ansätze der Problemlösung
Da Molyneux’ Problem auf den ersten Blick wie eine empirisch überprüfbare Fragestellung aussieht, sollte man annehmen, dass heute, mehr als drei Jahrhunderte später, eine eindeutige Antwort auf die Frage gegeben werden kann. Es gibt jedoch auch zu Beginn des 21. Jahrhunderts noch keine wirklich umfassende und allgemeingültige Antwort. Zwar wurden inzwischen Studien mit Personen durchgeführt, die seit der Geburt oder Kindheit blind waren und deren Sehkraft operativ hergestellt wurde, doch die Ergebnisse dieser Studien sind teilweise widersprüchlich oder nicht eindeutig, auch wenn mit Kontrollgruppen gearbeitet wurde, also einigen Patienten explizit Molyneux’ Aufgabe gestellt wurde und anderen nicht. So konnten einige Patienten Molyneux’ Aufgabe – also die Figurenbestimmung – durchführen, andere nicht. Zudem wurde die Zuverlässigkeit und Genauigkeit einiger Studien kritisiert. So wird kritisiert, dass visuelle Eindrücke unmittelbar nach einer Operation aufgrund des Status des Auges nicht vergleichbar mit denen Normalsichtiger mit lebenslanger Seherfahrung seien. Die Ausgeprägtheit der Sinneswahrnehmungen nach erfolgreicher Operation war ebenfalls sehr unterschiedlich, so konnten einige Patienten nach der Operation nur hell und dunkel unterscheiden, andere wiederum Farben und einige wenige konnten Bewegung, Distanz und Größe wahrnehmen. Ein weiterer Kritikpunkt an empirischen Studien zu Molyneux’ Problem sind die unterschiedlichen Lebensalter beim Erlangen der Sehfähigkeit, die von der Kindheit bis zum späten Erwachsenenalter reichten.
Der englische Arzt William Cheselden lieferte mit seinem Bericht über die erste erfolgreiche Iridektomie im Jahre 1728 eine medizinisch-praktische Grundlage für das bis dahin spekulativ-philosophisch formulierte Problem. Cheseldens Patient war ein dreizehnjähriger Junge, der das Augenlicht so früh verloren hatte, dass er keine Erinnerung an Seheindrücke mehr hatte. Cheseldens Studie über die Erfahrungen des Jungen wurde von Berkeley, Thomas Reid, Voltaire und anderen kommentiert. Einige, darunter Berkeley und der Mathematiker und Theologe Robert Smith (1689–1768), beriefen sich auf Cheseldens Studie als Unterstützung ihrer eigenen negativen Antwort auf die Frage von Molyneux. Andere wiederum bezweifelten die Relevanz von Cheseldens Studie, da der Junge anfangs überhaupt keine Figuren unterscheiden konnte. Cheselden schrieb, als der Junge das erste Mal sehen konnte, „kannte er nicht die Form von irgendetwas, und konnte keine Gegenstände unterscheiden, ganz gleich wie unterschiedlich sie in der Form waren.“ Cheseldens Studie schien Lockes und Molyneux’ Vermutung zu bestätigen, dass das Erkennen von Gegenständen nicht zum Grundinhalt der optischen Wahrnehmung gehört, sondern Gegenstände erst erkannt werden, wenn die entsprechende haptische Erfahrung gemacht worden ist und dann mit der optischen Wahrnehmung kombiniert wird.

## Moderne Ansätze der Problemlösung
Die Erörterung des Molyneux-Problems blieb zwar bis ins 21. Jahrhundert in der wissenschaftlichen Diskussion, geriet aber unter Augenärzten, Psychologen und Neurophysiologen eher in den Hintergrund und wurde vor allem als philosophische Debatte der Aufklärung betrachtet. Ein aktueller Zwischenstand der Lösung des Molyneux-Problems aus der Sicht des 21. Jahrhunderts gibt überwiegend Lockes und Molyneux’ Verneinung recht, jedoch mit einer anderen Begründung. Insbesondere dem von Locke hervorgehobenen Erkenntnisgewinn durch die Erfahrung der Zusammenarbeit von Vision und Haptik wird nur noch eine geringe Relevanz beigemessen. Vielmehr sei der gesamte Wahrnehmungsprozess in einem angeborenen Schema organisiert und werde durch einen ständigen Lernprozess verbessert. Bei diesem Lernprozess können Erfahrungen und Wahrnehmungen eines Sinnes die der anderen beeinflussen.
Seit der Jahrtausendwende richtet sich das Interesse der Forschung, insbesondere durch die weitreichenden technologischen Entwicklungen im Mikrochip- und Neurochipbereich, wieder verstärkt auf die parallele Nutzung unterschiedlicher Sinneswahrnehmungen, die sogenannte multimodale Wahrnehmung, und die Verarbeitung von Informationen sowie das Ersetzen einer Sinneswahrnehmung durch eine andere, so z. B. auf dem Forschungsgebiet der menschlichen Echoortung. Sie ähnelt der Echoortung, wie sie von Fledermäusen und Delfinen verwendet wird, wobei eine trainierte Person die reflektierten Töne naher Objekte interpretieren und so ihren Ort und teilweise ihre Größe bestimmen kann.

## Experimentelle Lösung des Problems
2011 wurden fünf von Geburt an blinde Kinder, die nach einer Operation im Alter von acht bis siebzehn Jahren erstmals die Sehfähigkeit erlangt hatten, in einem ähnlichen Versuchsaufbau untersucht.
Vor der Operation ertasteten die Kinder ähnliche Figuren aus Bausteinen und lernten sie zu unterscheiden.
Nach der Operation wurden ihnen die zuvor ertasteten Gegenstände nur zum Ansehen gegeben. Sie konnten das Gesehene dem Ertasteten zunächst nicht zuordnen, lernten dies im weiteren Verlauf jedoch sehr schnell.